# Paris–Roubaix 1992

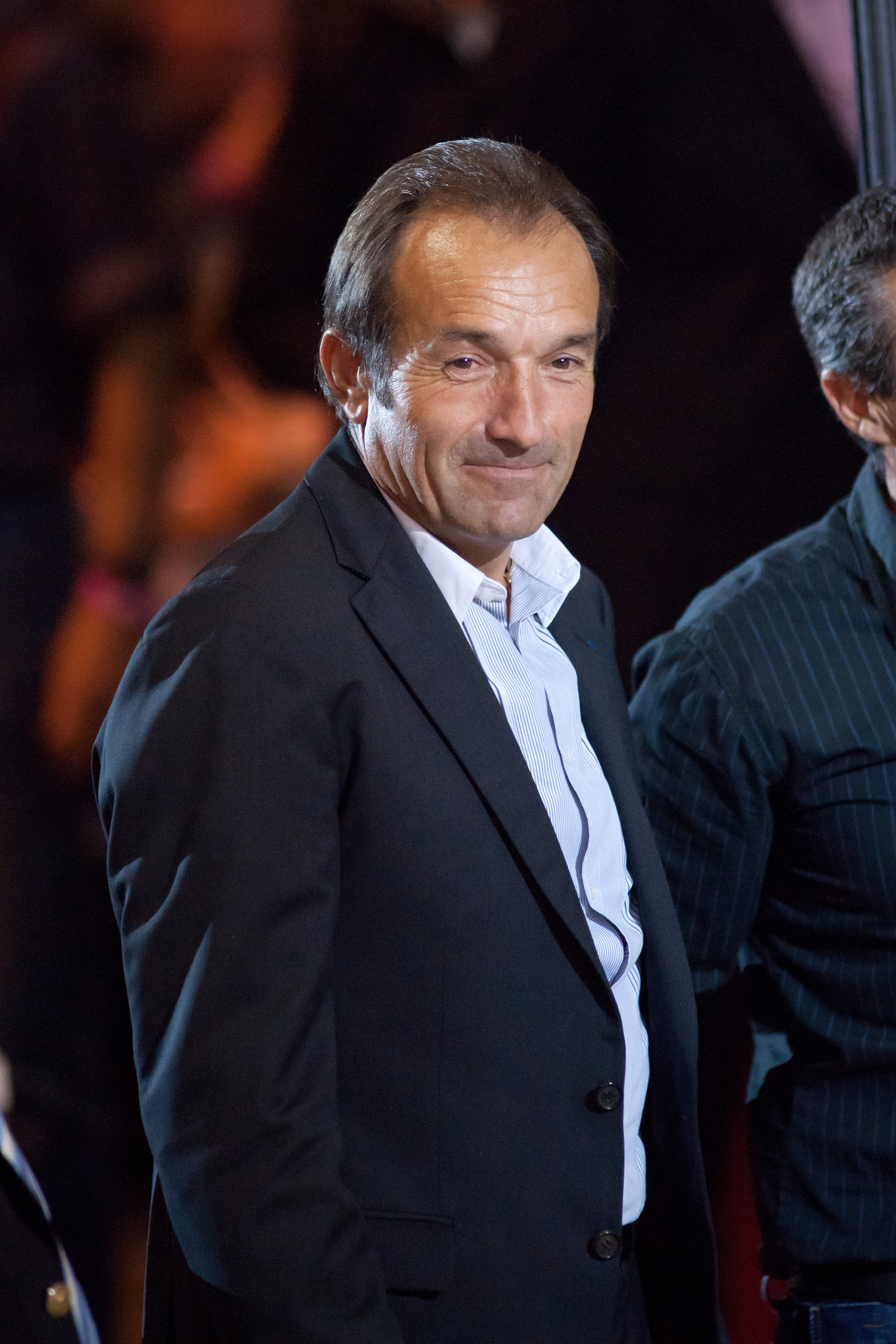
Gilbert Duclos-Lassalle (2011)

Das Eintagesrennen Paris–Roubaix 1992 war die 90. Austragung des Radsportklassikers und fand am Sonntag, den 12. April 1992, statt.
Das Rennen führte von Compiègne, rund 80 Kilometer nördlich von Paris, nach Roubaix, wo es im Vélodrome André-Pétrieux endete. Die gesamte Strecke war 267,5 Kilometer lang. Es starteten 151 Fahrer, von denen sich 84 platzieren konnten. Der Sieger Gilbert Duclos-Lassalle absolvierte das Rennen mit einer Durchschnittsgeschwindigkeit von 41,48 km/h.
Die Entscheidung bereitete sich schon recht früh vor: 90 Kilometer vor dem Ziel fuhren Gilbert Duclos-Lassalle, Rik Van Slycke, Thomas Wegmüller und Jean-Paul van Poppel aus dem Peloton heraus. In Ennevelin, 40 Kilometer vor Roubaix, fuhr Duclos-Lassalle allein davon. Olaf Ludwig folgte ihm, konnte die Lücke aber nicht mehr schließen. Gibus gewann im Alter von 37 Jahren Paris–Roubaix bei seiner zwölften Teilnahme, nachdem er 1980 und 1983 jeweils Zweiter geworden war. Seit 2005 trägt der Sektor von Cysoing nach Bourghelles seinen Namen.